# Kunstverein Nördlingen

Logo des Kunstvereins

Kunstverein Nördlingen 2013 im Zentrum des „Kunstraumes am Bahnhof“

Der Kunstverein Nördlingen ist ein 2001 gegründeter Kunstverein in Nördlingen. Der Kunstverein versteht seine Aufgabe darin, die zeitgenössische bildende Kunst und ihre Künstler zu fördern und das allgemeine Kunstverständnis zu wecken.

## Geschichte und Programm
Der Verein hat sich im Juli 2001 als eingetragener Verein konstituiert. Nördlingen liegt zwischen Stuttgart, Ingolstadt, Nürnberg und München im Donau-Ries, und damit in einer Lücke zwischen diesen großen städtischen Kunstzentren. Der Verein ist Mitglied in der Arbeitsgemeinschaft Deutscher Kunstvereine. 2011 hatte der Verein knapp 200 Mitglieder. Seit Gründung wird der Verein von der Kunsthistorikerin Sabine Heilig geleitet, die daneben noch eine private Galerie in Niederalfingen künstlerisch leitet und im Studiengang Architektur der Hochschule Karlsruhe Kunstgeschichte lehrt.
Der Verein soll ein Ort der Kommunikation über die zeitgenössische Kunst sein und dabei den Austausch zwischen Künstlern und Kunstinteressierten unterstützen. Das geschieht durch Ausstellungen, Vorträge, Kunstfahrten, ausstellungsdidaktische Angebote und andere kunstvermittelnde Tätigkeiten. Neben den klassischen Gattungen Malerei und Skulptur werden aktuelle Tendenzen der nationalen wie internationalen Gegenwartskunst wie Fotografie, Installation oder Medienkunst gezeigt. Der Verein versteht sich dabei ebenso als Forum etablierter Positionen wie junger, noch nicht arrivierter Kunst, die so öffentliche Anerkennung durch konstruktive Auseinandersetzung erfahren soll.
Im September 2012 bezog der Verein seine neuen Räume im Gebäude der Post Nördlingen, als Inkubator und Keimzelle im Zentrum des „Kunstraumes am Bahnhof“.

## Künstler und Ausstellungen

Ausstellungsräume des KVN in der Post Nördlingen

Litfaßschrank mit Ausstellungsplakaten des Kunstvereins Nördlingen

Lichtkunst im Jahr 2012

Von 2001 bis 2011 hielt der Kunstverein fünfzehn Ausstellungen mit 11.000 Besuchern ab, daran nahmen 80 ausstellende Künstler teil. Unter den Künstlern waren in dieser Zeit Werner Bauer, Andreas Bindl, Jürgen Brodwolf, Isa Dahl, Ernst Eichinger, Angela Glajcar, Moritz Götze, Gabriela von Habsburg, Nikolaus Hipp, Axel Heil, Irmela Maier, Vera Leutloff, Harry Meyer, Jan-Hendrik Pelz, Johannes Pfeiffer, Werner Pokorny, Willi Siber, Tamer Serbay, Ingrid Sperrle und Daniel Wagenblast.
2006, 2011 und 2012 führte der Kunstverein in der Altstadt Nördlingens Lichtkunst-Projekte durch, bei dem die Tübinger Künstlergruppe Casa Magica ausgewählte Häuserfassaden illuminierte. Das Projekt wurde durch eine Ausstellung im Reihl’schen Haus ergänzt. Zum zehnjährigen Bestehen 2011 veranstaltete der Kunstverein eine Ausstellung im Stadtmuseum Nördlingen, in der acht zeitgenössische Künstler Bezüge auf die dortigen Exponate aufnahmen.
2013 stand im Zeichen der Begeisterung der Jugend für die moderne Kunst und der Ausstellung Punk Rock – Junge Kunst zu Gast im Kunstverein Nördlingen. Kernpunkt dieser Ausstellung: Liniefahrende Busse wurden mit Kunstwerken bemalt.